# Senado do Chile
O Senado do Chile  é câmara alta do Congresso Nacional que trabalha em conjunto com a Câmara dos Deputados e com o Presidente. As sessões do Senado acontecem em Valparaíso.

## Composição
De acordo com a constituição, o Senado possui 50 membros eleitos diretamente pelo povo para mandato de oito anos, dos quais metade é substituída a cada quatro anos. Em 2016, a nova redistribuição eleitoral foi estabelecida, passando de 38 para 50 senadores. Nas eleições parlamentares de 2017, 23 novos senadores foram eleitos e, nas eleições de 2021, os 28 senadores restantes serão eleitos. No Chile um candidato a uma vaga no Senado deve:
- Ter ensino secundário completo;
- Ter idade superior a 35 anos.